# Аравайпа
Аравайпа е самостоятелна обособена група на западните апачи, която първоначално живее по Аравайпа Крийк в южна Аризона, САЩ.

## Име и подразделения
Името аравайпа идва от езика на племето пима и означава „страхливци, жени“. Известни са 2 техни местни групи:
- Тсехине – хората от Тъмната скала или същински аравайпа. Живели в планините Галиуро и в каньона Аравайпа.
- Тсе Бинест’и’е – хората около скалите.[2][3]

## История
Преди резервационния живот аравайпите живеят в планините Галиуро, главно по Аравайпа Крийк. В планините ловуват дребен дивеч, а по поречието на потока отглеждат царевица и различни зеленчуци, в пустинята събират агаве и мескити. Миролюбиво племе, което към 1871 г. използва като своя агенция Кемп Грант – малък пост построен на устието на Аравайпа Крийк. Командир на поста е лейтенант Ройъл Уитмън. Аравайпите живеят мирно около поста, без да създават проблеми. Водач на племето е Ескиминсин. Занимават се със земеделие, а Уитмън често ги наема да косят сено за животните в поста. Близките фермери ги наемат като работници. Това сътрудничество върви толкова добре, че до към средата на март 1871 г. повече от 100 други апачи се присъединяват към аравайпите. Работите се объркват, когато на 10 април група апачи напада Сан Хавиер и отвлича добитък и коне. На 13 април друга група убива 4-ма американци източно от Тусон. Някои от нападателите бягат към Кемп Грант при аравайпите. Хората в Тусон решават, че виновни за нападенията са аравайпите и организират наказателна експедиция срещу тях. На 28 април 6 американци, 42 мексиканци и 90 наемници папаго, водени от Уилям Ури напускат Тусон в посока към Кемп Грант. На 30 октомври нападателите обграждат мирното село и откриват огън по колибите. Уитмън научава за нападението късно и когато пристига в лагера вече всичко е приключило. При изненадващата атака са убити 144 апачи, повечето жени и деца, 27 деца са отвлечени от папагосите, за да бъдат продадени в Мексико като роби. С упоритите усилия на лейтенант Уитмън убийците от Тусон са изправени пред съда, но впоследствие биват оправдани. Президента Юлисис Грант обявява нападението като стопроцентово клане и заповядва на армията да вземе спешни мерки за мир с апачите в Югозапада. След капитулацията на Джеронимо през 1886 г., въпреки че не са участвали в нито едно нападение, Ескиминсин и аравайпите са заточени във Флорида. По-късно ги прехвърлят в Маунт Върнън, Алабама. В началото на 1890те, Ескиминсин и останалите малцина живи аравайпи получават разрешение да се завърнат в резервата Сан Карлос в Аризона.